# Lliurona
Lliurona o Llorona és un nucli de població muntanyenc de l'Alta Garrotxa. Pertanyia a l'antic municipi fronterer de Bassegoda, conformat el 1846, però va ésser desagregat el 1969 de la comarca de la Garrotxa per a ser agregat al municipi d'Albanyà i, per consegüent, Lliurona va canviar administrativament de comarca a l'Alt Empordà.
El seu petit nucli urbà és situat a 766 metres d'altitud, al vessat meridional de la serra de Lliurona. Formen el poble aquest nucli i diversos masos propers dispersos com les pairalies del Carig i de Can Vim, i més separats, com els grans masos dels Trulls, Can Bosc, l'Olivera i el Casalot, a més d'altres cases de pagès més petites.

## Història
Sobre els seus orígens, la primera referència documental data de 1019 quan la parròquia de Sant Andreu conjuntament amb altres parròquies van ser donades pel bisbe de Girona Pere Rotger per dotar la comunitat de canonges de la catedral gironina.
Les dades del bisbat de Girona de 1900 li atribueixen 190 habitants que, el 1913, havien augmentat a 225. La despoblació posterior es produeix per les dificultats econòmiques i polítiques de la postguerra durant els anys quaranta del segle XX i per la migració dels anys seixanta cercant feina a la indústria en expansió. Des dels anys 1980 un grup de joves va tornar la vida al poble, fins aquella data amb risc de despoblar-se. L'obertura d'una escola reconeguda per la Generalitat va contribuir a estabilitzar el projecte de repoblació.
Abans de la seva incorporació al municipi d'Albanyà, Lliurona era el nucli més habitat del municipi de Bassegoda.

## Lloc d'interès
- L'església de Sant Andreu de Lliurona del segle xi amb afegits posteriors, restaurada el 2007.[9]
- L'Hostal de l'Arç, hostal ben conservat encara.